# Mantidactylus brevipalmatus
A Mantidactylus brevipalmatus  a kétéltűek (Amphibia) osztályába és  a békák (Anura) rendjébe, az aranybékafélék (Mantellidae) családjába tartozó faj. 

## Előfordulása
Madagaszkár endemikus faja. A sziget középső hegységeiben, 1400–2400 m-es tengerszint feletti magasságig honos.

## Megjelenése
Kis méretű Mantidactylus faj. A hímek testhossza 28–35 mm, a nőstényeké 35–45 mm. Ötödik ujja hosszabb a harmadiknál. A hímek combmirigye nagy méretű és feltűnő. Hasi oldala és torka fehéres színű. Hátának és oldalnak színe között nincs éles határvonal. Gerincén gyakran csíkmintázat fut.
Változatai: az Itremóban megfigyelt egyedek testmérete kisebb, hátsó lábai rövidebbek, combmirigyei közelebb helyezkednek el a kloákához, ugyanakkor nem mutatnak lényeges genetikai különbséget.

## Természetvédelmi helyzete
A vörös lista a nem fenyegetett fajok között tartja nyilván. Elterjedési területe nagy, élőhelyének változását jól tolerálja, populációja nagy méretű. Számos védett területen előfordul, ennek ellenére élőhelyének elvesztése fenyegeti a mezőgazdaság, a fakitermelés, a szénégetés, az invazív eukaliptuszfajok terjedése, a legeltetés, és a lakott települések terjeszkedése következtében. 
Több védett területen is előfordul, így például az Ambohitantely Rezervátumban és az Andringitra Nemzeti Parkban. Az erdőirtás valószínűleg nincs rá jelentős hatással.